# Fimbristylis aspera
Fimbristylis aspera là loài thực vật có hoa trong họ Cói. Loài này được (Schrad.) Boeckeler mô tả khoa học đầu tiên năm 1871.